# 茂名鱷屬
茂名鱷（學名：Maomingosuchus）是一屬已滅絕的長吻鱷科動物，生存於始新世的中國。模式標本在1958年被命名為石油馬來鱷，在2017年被重新命名為茂名鱷。

## 下属物种
本属包括以下物种：
- Maomingosuchus acutirostris Massonne, Augustin, Matzke, Weber & Böhme, 2022[3]
- 石油茂名鱷 Maomingosuchus petrolica Yeh, 1958